# Mecyclothorax proximus
Mecyclothorax proximus är en skalbaggsart som beskrevs av Britton 1948. Mecyclothorax proximus ingår i släktet Mecyclothorax och familjen jordlöpare. Inga underarter finns listade i Catalogue of Life.